# بخش وبستر (شهرستان وود، اوهایو)
بخش وبستر (به انگلیسی: Webster Township) یک منطقهٔ مسکونی در ایالات متحده آمریکا است که در شهرستان وود، اوهایو واقع شده‌است.
 بخش وبستر ۷۴٫۵ کیلومتر مربع مساحت و ۱٬۲۸۳ نفر جمعیت دارد و ۲۰۱ متر بالاتر از سطح دریا واقع شده‌است.